# Echanella obscura
Echanella obscura är en fjärilsart som beskrevs av Louis Beethoven Prout. Echanella obscura ingår i släktet Echanella och familjen nattflyn. Inga underarter finns listade i Catalogue of Life.